# Coppa Merconorte
La Coppa Merconorte (in spagnolo Copa Merconorte, in inglese Merconorte Cup) è stata una competizione calcistica disputata dal 1998 al 2001 da club di Venezuela, Colombia, Ecuador, Perù, Bolivia e, successivamente, Stati Uniti, Costa Rica e Messico. Venne fusa con la sua gemella, la Copa Mercosur, e sostituita dalla Copa Sudamericana nel 2002.

## Formato
Nel 1998 e nel 1999 il torneo ebbe 12 partecipanti, divisi in tre gruppi di 4 membri ciascuno. I match prevedevano incontri di andata e ritorno e i vincitori di ogni gruppo, insieme alla migliore seconda, si qualificavano per le semifinali. Anche le semifinali e la finale prevedevano andata e ritorno.
Nel 2000 e 2001, con l'entrata delle squadre di Stati Uniti, Costa Rica e Messico, i partecipanti divennero 16, divisi in 4 gruppi uniformi. La prima classificata di ogni gruppo si qualificava così per le semifinali che decidevano l'accesso alla finale. Anche questa nuova formula prevedeva incontri a doppio turno ad ogni livello.

## Albo d'oro
| Stagione | Vincitore                     | Finalista              | Risultato                     |
| -------- | ----------------------------- | ---------------------- | ----------------------------- |
| 1998     | Atlético Nacional de Medellín | Deportivo Cali         | 3-1 / 1-0                     |
| 1999     | América de Cali               | Independiente Santa Fe | 1-2 / 1-0 (5-3 dopo i rigori) |
| 2000     | Atlético Nacional de Medellín | Millonarios            | 0-0 / 2-1                     |
| 2001     | Millonarios                   | Emelec                 | 1-1 / 1-1 (3-1 dopo i rigori) |

## Vittorie per squadra
- Atlético Nacional de Medellín: 2
- América de Cali: 1
- Millonarios: 1

## Vittorie per nazione
- Colombia 4 volte

## Classifica marcatori
| Anno | Nome                                                                               | Squadra                                                      | Gol |
| ---- | ---------------------------------------------------------------------------------- | ------------------------------------------------------------ | --- |
| 1998 | Héctor Ferri Neider Morantes Rafael Castellín Héctor Hurtado Carlos Alberto Juárez | El Nacional Atlético Nacional Caracas América de Cali Emelec | 4   |
| 1999 | Juan García                                                                        | Caracas                                                      | 6   |
| 2000 | León Darío Muñoz                                                                   | Atlético Nacional                                            | 6   |
| 2001 | Otilino Tenorio                                                                    | Emelec                                                       | 7   |